# Solanum sect. Lasiocarpa
Solanum sect. Lasiocarpa es una sección del género Solanum. Incluye las siguientes especies.

## Especies
- Solanum candidum Lindl.
- Solanum felinum Bitter ex Whalen
- Solanum hirtum Vahl
- Solanum hyporhodium A. Braun & C. D. Bouché
- Solanum indicum
- Solanum lasiocarpum Dunal
- Solanum pectinatum Dunal
- Solanum pseudolulo Heiser
- Solanum quitoense Lam.
- Solanum repandum G. Forst.
- Solanum sessiliflorum Dunal
- Solanum stramoniifolium Jacq.
- Solanum vestissimum Dunal